# Centro de Divulgación Científica y Museo de la Tecnología NOESIS
El Centro de Divulgación Científica y Museo de la Tecnología NOESIS  (en griego: Κέντρο Διάδοσης Επιστημών και Μουσείο Τεχνολογίας ΝΟΗΣΙΣ) es un museo tecnológico griego. Está situado en la zona de Thermi, a las afueras de Salónica.

## Antecedentes
Se fundó en noviembre de 1978 como asociación con el nombre de Museo Técnico de Salónica. Una persona importante fue Manos Iatridis, ejecutivo de Dimosia Epichirisi Ilektrismou en Salónica y creador de la emisora de televisión de DEI en la Feria Internacional de Salónica en 1960. El museo se instaló inicialmente en un espacio de 500 m2 en la fábrica Fix en el oeste de Salónica, donado por Paraskevas Tsoukalas, uno de los otros miembros fundadores.
Después se trasladó al este de la ciudad a un nuevo espacio más amplio de 1500 m2 en Sindo, que puso a su disposición el Banco Helénico de Desarrollo Industrial (ETVA) y desde 2001 se creó una nueva institución como la Fundación KDEMT NOESIS y se alojó en la zona de Thermi, en un complejo de edificios de 14 000 m2 dentro de un terreno cedido por el municipio de Thermi Manos Iatridis fue el director de la fundación hasta 2017, año de su fallecimiento.
Además de exposiciones tecnológicas en sus instalaciones, alberga diversos tipos de instalaciones, como un planetario, un anfiteatro, una sala de simulación y un cine de pantalla ancha para proyectar programas educativos.